# ۱۱۷۴ (قمری)
۱۱۷۴ (قمری)، هزار و صد و هفتاد و چهارمین سال در گاهشماری هجری قمری است. اول محرم این سال برابر با سیزدهم اوت سال ۱۷۶۰ میلادی است.

## زادگان
- محمدصالح برغانی قزوینی : روحانی شیعه.